# Anisophyllea pomifera
Anisophyllea pomifera là một loài thực vật có hoa trong họ Anisophylleaceae. Loài này được Engl. & Brehmer mô tả khoa học đầu tiên năm 1917.